# 11981 Boncompagni
11981 Boncompagni (1995 UY1) là một tiểu hành tinh vành đai chính được phát hiện ngày 20 tháng 10 năm 1995 ở Osservatorio San Vittore.
Nó được đặt theo tên Baldassare Boncompagni, prince thuộc Piombino và an Italian historian of mathematics.